# Rodolfo Pichi Sermolli
Rodolfo Emilio Giuseppe Pichi-Sermolli (Firenze, 24 febbraio 1912 – 22 aprile 2005) è stato un botanico italiano.

## Biografia
Nato da Giuseppe Pichi-Sermolli e da Maria Del Rosso, conseguì la laurea in Scienze naturali presso la Università di Firenze nel 1935. Fu assistente all'Istituto di Botanica presso la Università di Firenze dal 1935 al 1958; ricevette l'incarico di Professore di Botanica nella Università di Sassari per l'anno accademico 1958/59, dopo di che divenne Docente all'Istituto di Botanica della Università di Genova e Direttore del locale Orto botanico, ebbe di poi incarichi presso le Università di Siena e di Perugia.
Il valore dell'opera di Pichi-Sermolli è connesso alla sua ampia attività di ricerca sul campo: nel 1934 fu in Libia, nel 1937 fu in Etiopia nella regione costiera del lago Tana eppoi in altre parti del mondo. Si segnala, la sua raccolta e studio delle Pteridofite (primariamente felci):le quali ottenne direttamente dalle sue spedizioni, specie in Africa ma anche in Messico, Hawaii, Nuova Zelanda, Polinesia, ecc. In seguito divenne esperto per l'UNESCO della vegetazione delle zone aride, ed in tale veste seguì i lavori in Australia, Asia, America ed Africa, oltre che naturalmente in Europa.

### Gli erbari
L'erbario di Pichi-Sermolli contiene circa 25'000 specie di Pteridofite, di cui almeno 20'000 certamente classificate, e le restanti attribuite provvisoriamente, ma comunque disponibili per verifiche e controlli. Moltissime furono le sue classificazioni, e di rilievo sono numerosi “tipi” (esemplari unici di base della classificazione) inclusi nelle sue raccolte, importantissimi per le comparazioni di Fitognosia. Oltre agli esemplari che raccolse personalmente l'erbario fu integrato da moltissimi esemplari che ottenne in cambio da ricercatori e corrispondenti qualificati di tutto il mondo.
Dopo la vita accademica si ritirò in riposo sulle colline del Chianti. Dopo la sua morte l'erbario fu acquistato dalla Università di Firenze, nell'ambito delle collezioni fondate da Filippo Parlatore
Tra i suoi scritti, in particolare ricordiamo la monografia Odoardo Beccari:vita, esplorazioni, raccolte e scritti del grande naturalista fiorentino (1994) e  Contributo alla storia della botanica in Toscana (1999). Nel 1982 aveva curato, per la collana I Cento Libri, di Longanesi, la riedizione dell'opera di Odoardo Beccari Nelle Foreste di Borneo.